# Niezwyciężony (album TSA Michalski Niekrasz Kapłon)
Niezwyciężony – album zespołu TSA Michalski Niekrasz Kapłon wydany w lipcu 2023 roku nakładem wytwórni Black Mustache Records (BMR 0001 DG), oraz w wersji analogowej (BMR 0001 LP) (22.01.2024).

## Lista utworów CD
1. „Jak jest?” – 3:44 – (muzyka: Marek Kapłon, tekst: Marek Kapłon/Andrzej Biskup)
2. „Żarłacz” – 3:59 – (muzyka: Marek Kapłon, tekst: Damian Michalski)
3. Ostatni pociąg” – 3:47 – (muzyka: Janusz Niekrasz, tekst: Sławomir Wierzcholski)
4. „Tylko” – 4:03 – (muzyka: Piotr Lekki, tekst: Piotr Lekki)
5. „Niezwyciężony” – 4:05 – (muzyka: Janusz Niekrasz, tekst: Damian Michalski)
6. „Zmora” – 4:35  (muzyka: Damian Michalski, tekst: Damian Michalski)
7. „Choroba” – 4:18 – (muzyka: Maciej Wester, tekst: Damian Michalski)
8. „Na śmierć!” – 4:24  – muzyka: Maciej Wester, tekst: Damian Michalski)
9. „Ciężar czasu” – 5:29 – (muzyka: Marek Kapłon, tekst: Damian Michalski)
10. „Jak jest? (wersja orkiestrowa)” – 3:48 (bonus track) – (muzyka: Marek Kapłon, tekst: Marek Kapłon/Andrzej Biskup, aranżacja orkiestry: Szymon Chybalski)

## Lista utworów - wersja winylowa (LP- płyta długogrająca) (gatefold)
Strona A
1. „Jak jest?”
2. „Żarłacz”
3. Ostatni pociąg”
4. „Ciężar czasu”
5. „Tylko”

Strona B
1. „Zmora”
2. „Choroba”
3. „Na śmierć!”
4. „Niezwyciężony”
5. „Jak jest? (wersja orkiestrowa)” (bonus)

### Dodatkowe informacje dotyczące wersji winylowej
W pierwszym skrzydle gatefoldu (Right Side) umieszczono winyl disc 12‘’ (180 g).
W drugim skrzydle gatefoldu (Left Side) znajdują się:
1. grafika passe-partout z okładką 3D,
2. plakat - okładka wersji winylowej LP w skali 1:1,
3. dwustronny kalendarz 2024 z wizerunkiem i zdjęciami zespołu,
4. kolekcjonerski bilet wstępu na wybrany przez siebie koncert zespołu

Płyta została wytłoczona w 3 wersjach:
1. czerwonej (full red),
2. czerwonej z czarnymi splaterami (red + black splatter)
3. czerwonej z czarnymi i białymi splaterami (red + white-black splatter)

Każdy winyl zapakowany został w dwustronny "disc sleeve", na którym znalazło się kilkadziesiąt unikalnych, koncertowych fotografii zespołu oraz informacje o wszystkich utworach i ich teksty.
Przykładowe formy tłoczeń:

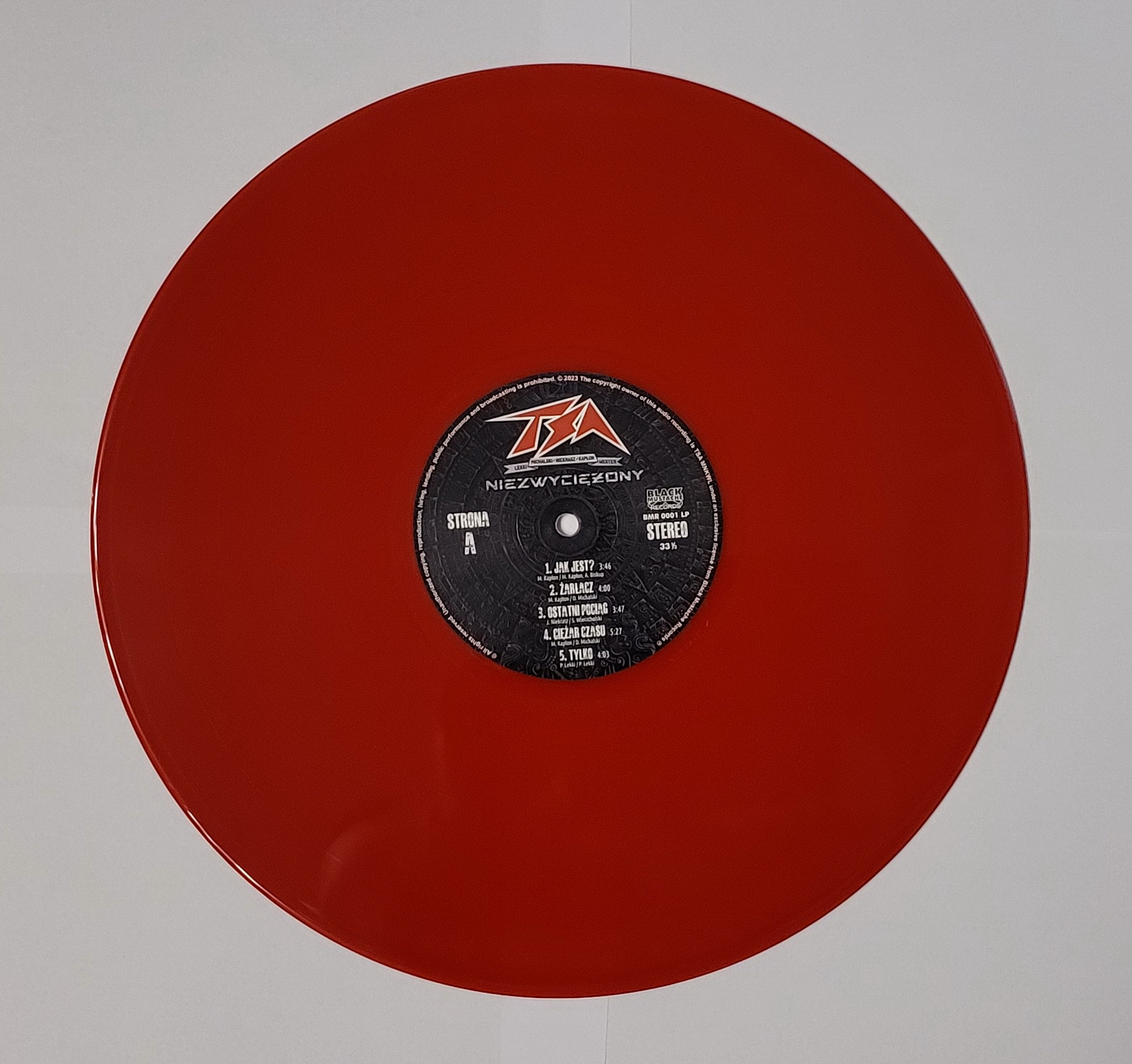
(full red vinyl)
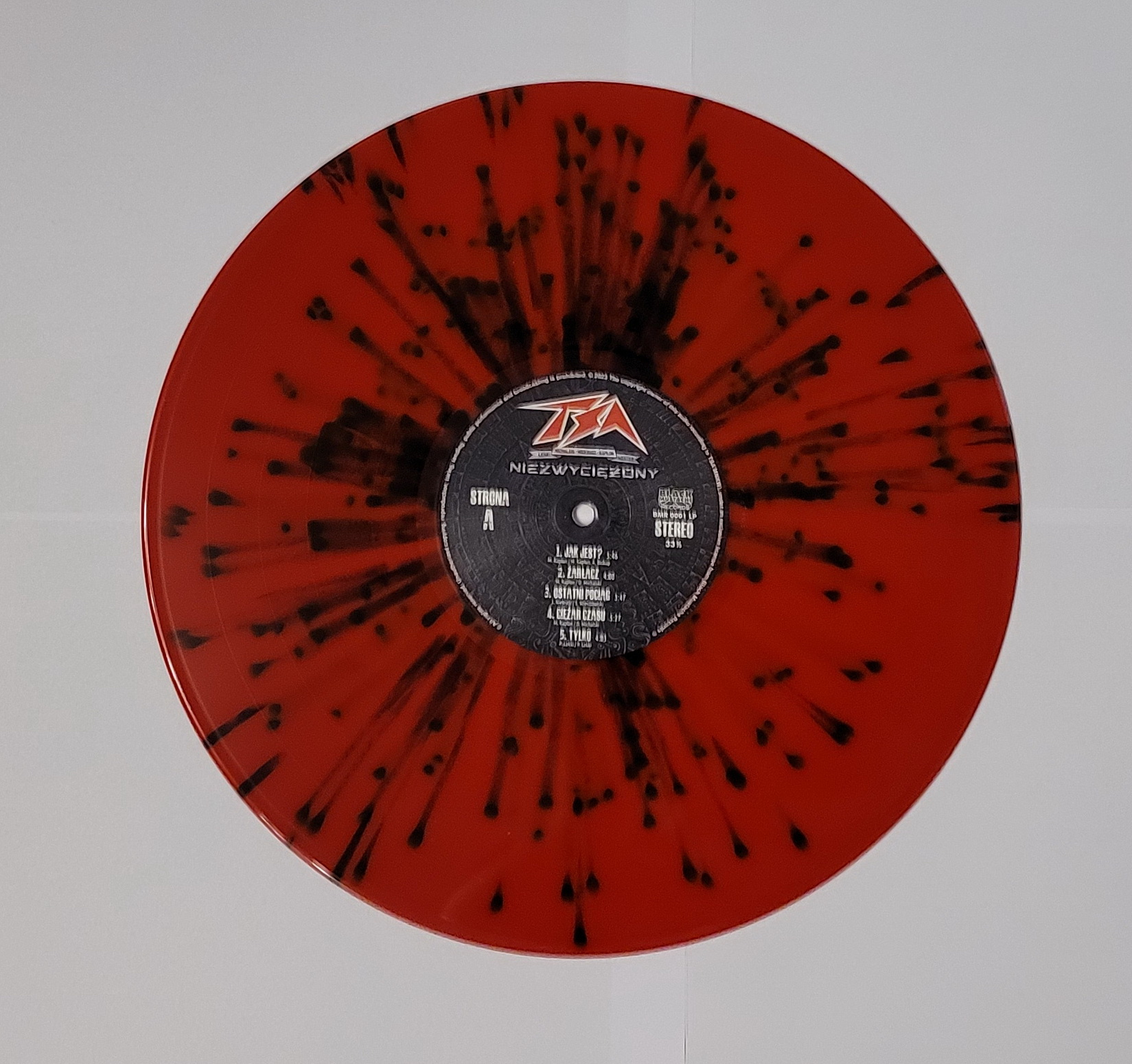
(red + black splatter)
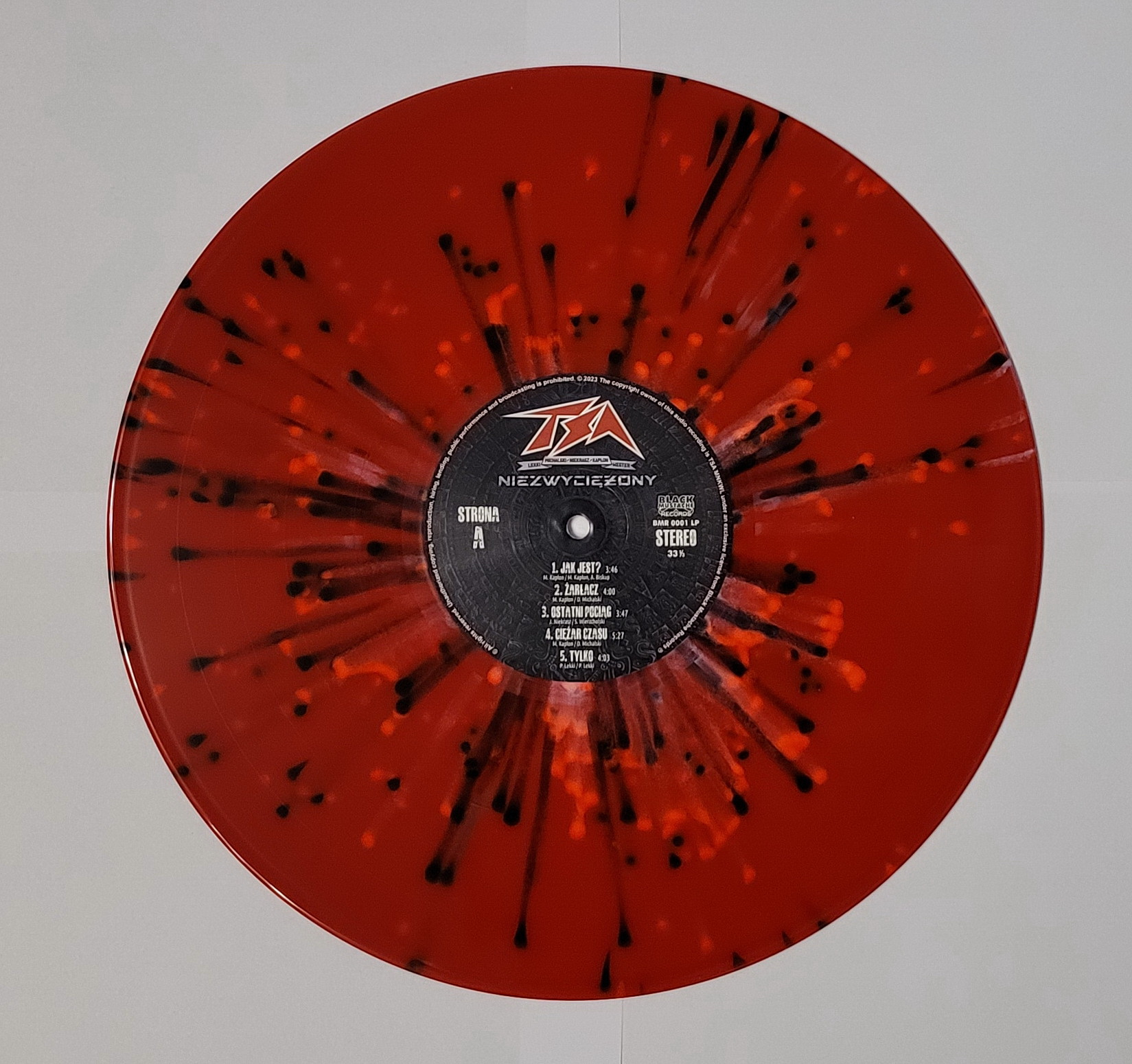
(red + white-black splatter)

## Twórcy
- Marek Kapłon – perkusja
- Piotr Lekki – gitara
- Janusz Niekrasz – gitara basowa
- Maciej Wester – gitara
- Damian Michalski – śpiew

## Single
- singiel cyfrowy - „Jak jest?”, pojawił się w serwisie YouTube 14 lutego 2020 roku[1],
- singiel cyfrowy - „Ostatni pociąg"  miał swoją premierę 7 października 2021[2]
- singiel cyfrowy - „Zmora"  miał swoją premierę 5 lipca 2024 r. [3]

## Informacje dodatkowe
- Nagrania zostały zrealizowane w "Studio Leonardo 27" w Bochni.
- Realizacja, Mix, Mastering: Piotr Lekki.
- Produkcja muzyczna: Piotr Lekki i Marek Kapłon.
- Projekt okładki, okładki 3d, poligrafii płyty i skład: Piotr Makowiec
- Zdjęcie na okładce oraz okładce 3d: Greg Smoliński